# Capoeta pestai
Capoeta pestai är en fiskart som först beskrevs av Pietschmann, 1933.  Capoeta pestai ingår i släktet Capoeta och familjen karpfiskar. IUCN kategoriserar arten globalt som akut hotad. Inga underarter finns listade.